# 先锋旗手纪念碑
先锋旗手纪念碑（葡萄牙语：Monumento às Bandeiras）是巴西圣保罗的一处大型花岗岩雕塑，位于伊比拉布埃拉公园入口处，由意大利-巴西雕塑家维克托·布雷切雷特（1894-1955年）完成。1921年，他受圣保罗州政府委托，于1954年完成。雕塑纪念17世纪前往巴西内陆探险的先锋旗手。这座纪念碑，鉴于其规模和位置，现已成为圣保罗景观不可分割的一部分。
纪念碑竖立在该市中南部的阿曼多·萨莱斯·德奥利维拉广场（Praça Armando Salles de Oliveira），圣保罗州立法议会总部七月九日宫（Palácio 9 de Julho）对面。